# 中共中央编译局
中共中央编译局，是中共中央党史和文献研究院加挂的牌子，原为中共中央直属事业单位，是专业从事马克思主义思想研究、政党研究、政府创新、中央文献翻译、研究、编辑出版的中央国家机构。

## 沿革
中国共产党初创时期，陈望道、吴亮平、瞿秋白、郭大力、王亚南等共产党员和知识分子投身马列主义经典著作的编译事业。1938年5月5日，延安马列学院成立，下设马列主义经典著作编译部，这是由中共中央正式组建和直接领导的第一个马列主义经典著作编译机构。
1949年上半年，中共中央进驻北平后不久，周恩来亲自起草了筹建中央俄文编译局的决定。1949年6月，成立中央俄文编译局。随后中共中央于同年又在中共中央宣传部设立了斯大林全集翻译室。1951年冬，中共中央组织部调姜椿芳到北京，任中宣部斯大林全集翻译室主任。1953年1月29日，经毛泽东批准，中共中央决定：“将中央俄文编译局与中央宣传部斯大林全集翻译室合并，并以此二单位为基础成立马恩列斯著作编译局，其任务是有系统地有计划地翻译马克思、恩格斯、列宁、斯大林的全部著作。”该局即中共中央马克思恩格斯列宁斯大林著作编译局，直属中共中央。由师哲任局长，陈昌浩、姜椿芳任副局长。
中央编译局成立后，以翻译难度最低的《斯大林全集》第1卷为中心任务开展工作。主译、副译、校审员、助理校审员、资料员、修辞员分工负责，紧密配合；室主任参加校审；局长副局长亲自定稿。1953年9月公开出版。1953年底《斯大林全集》第2卷出版。1954年到1956年《斯大林全集》每年出版3卷，1957年和1958年各出版1卷，共计13卷，收入著作近500篇，300多万字。《斯大林全集》俄文版原计划编辑17卷，但出到13卷就不再出版了，收入的文章只到1934年1月。
1953年至1959年，翻译出版了1500万字的38卷《列宁全集》。
1954年初，设立了马克思恩格斯著作翻译室，按照1955年版《马克思恩格斯全集》俄文版（第2版）第1卷开始翻译。1960年以前，《马克思恩格斯全集》出版6卷。至1966年，出版了《马克思恩格斯全集》第1至第22卷（除第20卷外，内容是《反杜林论》、《自然辩证法》）。1969年编译局恢复了业务工作，《马克思恩格斯全集》的翻译工作恢复。至1974年《马克思恩格斯全集》第1—39卷出齐。之后，根据苏联与民主德国陆续补充出版的《马克思恩格斯全集》新卷，至1985年12月中文版《马克思恩格斯全集》补卷第40-第45卷全部出齐。
1965年3月根据中共中央指示，编译局编辑一套四卷本的《马克思恩格斯选集》，1969年2月内部发行，1972年公开出版。
截至2011年，中央编译局已翻译出版《马克思恩格斯全集》中文第一版50卷、《列宁全集》中文第一版39卷、《列宁全集》中文第二版60卷、《斯大林全集》13卷、《马克思恩格斯文集》10卷、《列宁专题文集》5卷、《马克思恩格斯选集》第一版及第二版各4卷、《列宁选集》先后三版各4卷、《斯大林文选》及《斯大林选集》各两卷，还有各类版本的文选、专题文集、专题言论汇编、选读本、单行本等。
除了由中央编译局马恩列斯著作编译部负责的将马列主义经典著作翻译为中文外，中央编译局中央文献翻译部（前身是1961年成立的毛泽东著作翻译室）还负责将中国党和国家领导人的著作及全国人民代表大会和中国共产党全国代表大会的主要文件译为外文。
2011年9月15日，中央编译局“当好党中央思想智囊团座谈会暨马克思主义研究部和世界发展战略研究部成立大会”在北京举行，马克思主义研究部和世界发展战略研究部是中共中央编译局内设机构。为了“当好党中央思想库智囊团”，中央编译局进一步明确了新时期发展目标和路径，制定了实施“大科研”战略和人才强局战略，集中力量打造“马克思主义文献与典藏研究”、“马克思主义基本理论研究”、“国外马克思主义研究”、“中国改革发展战略研究”六个重点研究领域。2015年，中央编译局被列为首批国家高端智库建设试点单位。
2018年3月中共中央深化党和国家机构改革，中共中央编译局相关职责并入中共中央党史和文献研究院，对外保留中央编译局牌子。

## 职责
主要职责为马克思主义经典著作编译，中央文献对外翻译，马克思主义理论与重大现实问题研究，马克思主义文献信息资源建设，以及马克思主义理论的宣传普及。

## 机构设置
| 内设机构 - 办公厅 - 马恩列斯著作编译部 - 中央文献翻译部 - 马克思主义研究部 - 世界发展战略研究部 - 马列主义文献信息部 - 人事部（机关党委） - 离退休干部办公室 所属单位 - 中央编译出版社 | 局管学术团体 - 中国马克思恩格斯研究会 - 中国国际共运史学会 - 中国索引学会 局属研究中心 - 马克思主义理论研究中心 - 世界社会主义研究中心 - 当代马克思主义研究中心 - 中国特色社会主义研究中心 - 海外当代中国学研究中心 - 马克思主义文献典藏研究中心 |

## 历任领导
| 局长 - 师哲（1953年1月－1957年1月） - 许立群（1960年12月－1978年10月） - 王惠德（1978年10月－1980年8月） - 宋书声（1980年8月－1996年7月） - 韦建桦（1996年7月－2010年2月） - 衣俊卿（2010年2月－2013年1月） - 贾高建（2013年1月－2021年1月） - 柴方国（2021年1月－2023年11月） - 季正聚（2023年11月－） 秘书长 …… - 张海滨（？－2009年） - 杨金海（2010年－2015年） - 崔友平（2016年8月－） | 副局长 - 陈昌浩（1953年－1967年7月30日逝世，兼编审室主任） - 姜椿芳（1953年－1966年，兼第一翻译室主任） - 张仲实（1954年－？） - 王惠德（1960年12月－1978年10月） - 曹若茗（1962年－1967年6月14日逝世） - 林基洲（？－1982年5月） - 顾锦屏（1978年－1995年10月，常务副局长） - 容子青（？－1982年5月） - 蒋立田（？－？） - 李兴耕（？－？） - 尹承东（？－？，常务副局长） - 王印坛（？－？） - 韦建桦（1995年－1996年7月） - 李其庆（？－？） - 俞可平（2001年10月－2015年10月） - 张卫峰（？－？） - 魏海生（2004年7月－） - 王学东（2004年7月－2014年2月） - 陈和平（2012年5月－） - 柴方国（2014年2月－） - 季正聚（2016年1月－） |